# Francesc Vinyals
Pour les articles homonymes, voir Vinyals.
Francesc Vinyals Bou, né le 10 décembre 1897 à Barcelone et mort en avril 1951, est un footballeur espagnol qui jouait au poste d'attaquant avec le FC Barcelone dans les années 1910 et 1920.

## Biographie
Francesc Vinyals effectue toute sa carrière de joueur au FC Barcelone.
Il débute en match officiel avec le FC Barcelone le 25 octobre 1914 face au FC Avenç lors d'un match du championnat de Catalogne.
Il joue son dernier match officiel avec le Barça le 4 avril 1926 face au Real Saragosse en Coupe d'Espagne. Il joue un total de 103 matches officiels (15 en Coupe d'Espagne et 88 en championnat de Catalogne) et marque 12 buts. Il joue aussi 349 matches non officiels.
Il reçoit un hommage de la part du club le 19 juin 1927 au Stade des Corts avec son coéquipier Ramón Bruguera.
Son frère Josep Vinyals a aussi joué au FC Barcelone, mais uniquement des matches non officiels.

## Palmarès
Avec le FC Barcelone :
- Vainqueur de la Coupe d'Espagne en 1920, 1922, 1925 et 1926
- Champion de Catalogne en 1916, 1919, 1920, 1921, 1922, 1924 et 1925